# マノン・レスコー (プッチーニ)
『マノン・レスコー』（Manon Lescaut）は、ジャコモ・プッチーニが35歳の時に発表したオペラで、プッチーニのオペラ第3作。1893年初演。この作品でプッチーニは一躍脚光を浴び、音楽家としての地歩を固めはじめる。

## 作品の成立
ルイージ・イッリカとジュゼッペ・ジャコーザの台本にプッチーニが曲をつける、のちに『トスカ』や『蝶々夫人』などで大きな成功を収めることとなるこの3人によって生み出された最初の作品。

### 先行作品の存在
原作の同名小説はアベ・プレヴォー『ある貴族の回想録』（全7巻）のうちに含まれるもので、当時広く読まれていた。『椿姫』の中でもヒロインのマルグリットがこの本を読む場面があり、多くの人に知られた物語であった。そのため、プッチーニ以前にフランスの作曲家ジュール・マスネによって『マノン』としてオペラ化され、成功を収めていた。
プッチーニは前作『エドガール』初演後の1889年4月頃、原作を読んでオペラ化を決意、彼がオペラの題材を自ら選び出したのはこれが初めてだった。マスネの『マノン』との違いを出すため、ヒロインの性格に重きをおいた『マノン』に対して、プッチーニ版は物語性を重視する筋立てになっており、そのため『マノン』では割愛されていた「植民地ルイジアナ篇」を新たに第4幕として加え、そこでの悲劇的末路を最大の見せ場に仕立て上げた。

### 5人の台本執筆者
プッチーニを支援していた楽譜出版社社長ジュリオ・リコルディ（リコルディ社3代目）は、プッチーニの新作企画案を聞いた当初危惧を抱き、台本作家ジュゼッペ・ジャコーザに依頼していた別の台本への作曲という代案を提示してきたという。リコルディの危惧は、先達と同じ題材を扱うこと（オペラ界で長年盛んに行なわれてきたことでもあった）よりも、マスネ版のオペラ作品としての完成度、また聴衆からの支持がいずれもかなりの高みに達していたことに由来していた、と考えられている。しかしプッチーニはリコルディの案には全く関心を示さず「全く共感できない台本にどうして作曲できますか？」と言い放ったため、リコルディはプッチーニの意思を尊重、プッチーニ版『マノン・レスコー』の台本作成のためルッジェーロ・レオンカヴァッロ（現在では作曲・台本両方を手がけたオペラ『道化師』により知られる）を推薦する。しかしプッチーニは台本のできばえに不満を示したため、代わって、当時活躍中だった劇作家マルコ・プラーガが担当することになる。オペラ台本の仕事は初めてで、特に韻文の歌詞の執筆ノウハウに乏しかったプラーガは、不得手な分野を補強してもらうために自らの友人である詩人ドメニコ・オリーヴァを共同執筆者に推薦、この2人の手により1890年夏頃には一旦台本が完成する。しかしプッチーニが作曲を進めていくうちに不満を示し、台本改訂を求めたため、プラーガは改訂を拒否して台本作成から降板、残ったオリーヴァがプッチーニの希望を取り入れつつ第3幕を改訂したが、結局その後オリーヴァも台本から手を引き、制作はまたも頓挫してしまう。
将来性を買われてリコルディの支援を得られてはいたが、それまで世に問うたオペラ2作はいずれも失敗していたプッチーニが、自ら題材を選び出した新作の制作にあたり、心中大いに期するところがあっただろうことは想像に難くない。結果的には傑作を目指すあまりのプッチーニの台本への度重なる厳しい要求などが完成を遅らせる要因になっていたが、リコルディは根気強く支援、ジャコーザに台本への助力を要請した。一説には依頼を引き受けたジャコーザが若き劇作家ルイージ・イッリカの協力を要望したため、オペラ史上に残る、プッチーニ・イッリカ・ジャコーザの名トリオが誕生したといわれる。先述通り既に台本への作曲が開始されていたため、ジャコーザとイッリカはまだ作曲前の第3幕以降を中心に台本を練り直して仕上げ、プッチーニも1892年10月には全曲の作曲を完成、この完成までの経緯のため、プッチーニの『マノン・レスコー』の台本には5人執筆者がいることになる。
台本は原作の主要な場面を取り上げたもので、原作が広く知られていた当時では斬新な試みといえるが、現在では原作に関してある程度の知識がないと、場面がすぐ飛躍するので幕と幕の間の関連性が非常にわかりづらいものになっている。

### 初演
1893年2月1日トリノでの初演では、当時広く知られた原作のオペラ化とあって好意的に受け入れられただけではなく、プッチーニに対して「新進気鋭の作曲家」として高い評価を与えることになった。おりしも、ヴェルディの最後の作品となる『ファルスタッフ』の初演直前であり（場所は異なる）、こんにちから見れば、イタリアオペラの新旧交代を印象づける出来事となった。
以後、プッチーニは『ラ・ボエーム』、『トスカ』などを発表し、「マエストロ」の地位を確立していく。

## 作品の概要
- 原作：アベ・プレヴォー『マノン・レスコー』
- 台本：ルイージ・イッリカ、ジュゼッペ・ジャコーザ
- 作曲：ジャコモ・プッチーニ
- 初演：1893年2月1日イタリアのトリノ、王立歌劇場

## 楽器編成
ピッコロ、フルート2、オーボエ2、コーラングレ、クラリネット2、バス・クラリネット、ファゴット2、ホルン4、トランペット3、トロンボーン3、バス・トロンボーン、ティンパニ、トライアングル、スネアドラム、タムタム、大太鼓、シンバル、グロッケンシュピール、チェレスタ、ハープ、弦五部
舞台裏でフルート、コルネット、鐘、ドラム、鈴

## 演奏時間
約2時間5分：第1幕35分、第2幕40分、第3幕20分（間奏曲5分）、第4幕30分

## 登場人物
- マノン・レスコー（ソプラノ）
- マノン・レスコーの兄（バリトン）
- 騎士デ・グリュー（テノール）
- ジェロンテ・デ・ラヴォワール（バス）
- エドモント（テノール）

## あらすじ
物語の時代と場所は18世紀末アンシャン・レジーム下のフランスと植民地アメリカのルイジアナ。

### 第1幕
場所はフランス、アミアンの宿屋の広場。
学生と娘たちが集まり騒いでいる。その中の一人エドモントがアリア「楽しき宵に」を歌い、居並ぶほかの者もそれを唱和する。その中でデ・グリューが静かにしているので、なぜかと問いただすと、彼は「栗色、金髪の美人の中で」を歌う。
そこへ馬車がつきレスコーとその妹マノン、財務大臣ジェロンテが下りてくる。皆が荷物を持って宿屋に入り、マノンが一人になったとき、デ・グリューは彼女の名と彼女が若くして修道院に入る身の上だということを聞き出す。兄の呼ぶ声がしたのでマノンは立ち去るが、デ・グリューは再会を確約するのに成功する。
マノンの美貌に陶然となるデ・グリュー。彼はアリア「見たこともない美人！」を歌う。彼の周りを取り囲み始めた学生や娘たちはデ・グリューの恋慕をくだらないと笑うのであった。
財務大臣ジェロンテはマノンを誘拐させるために馬車を用意させる。これを漏れ聞いたエドモントはデ・グリューにそれを伝える。
デ・グリューはマノンと再会すると愛を告白し、ジェロンテの誘拐計画を明かし、逃走しようと誘う。
マノンとデ・グリューは、学生たちの援けをかり、ジェロンテの用意した馬車に乗りまんまと逃げてしまう。
2人の逃走劇に地団太を踏むジェロンテ。それに対し、レスコーは「2人はパリで見つかるでしょう」を示唆を与える。
一方で、学生と娘たちは、してやったりと騒ぎ喜んでいるのであった。

### 第2幕
パリ、財務大臣ジェロンテの妾宅にて。マノンとデ・グリューはパリで見つかり、引き離された。マノンはジェロンテの妾になっている。そこへ兄レスコーが現れ、その贅沢な生活に驚く。しかし、マノンはこの豪華だが愛のない生活に嫌気がさしていた。ここでアリア「このやわらかいレースに包まれても」を歌う。マノンは兄にデ・グリューの消息を聞く。そこへ音楽隊が現れ、ジェロンテ作曲のマドリガルを演奏し、さらに舞踏教師がメヌエットの稽古つける。そこへジェロンテが現れ、彼女の美貌を称える。
そこへ突然デ・グリューが現れる。驚いた彼女は彼に「お願い、復讐して」と謝り、すがりつく。デ・グリューはマノンのしおらしい姿に怒りを忘れ、2人は抱擁するのであった。
そこへジェロンテが登場。彼は怒り狂うが、マノンは開き直り、彼に手鏡をわたし「この変わりようをご覧くださいまし」と言い放つ。ジェロンテは怒りの余り立ち去る。
デ・グリューは駆け落ちを誘い、マノンはそれに応じるが、逃走の前に宝石類を物色しに時間を空費してしまう。デ・グリューはアリア「マノン、お前の愚かさが」を歌う。この頃には、ジェロンテが呼んだ、憲兵が到着しマノンを連行してしまう。デ・グリューは剣を抜き後を追いかけるが、レスコーに窘められる。「ああマノン」とデ・グリューは絶叫するのであった。

### 第3幕
ルアーブルの港。連行されたマノンは娼婦としてフランスの植民地ルイジアナに売り飛ばされることになった。港まで追いかけてきたデ・グリューは必ず助け出すと告げる。
しかし、レスコーは警備の厳しさを理由に救出は失敗だと伝える。
他の娼婦たちと並べられ点呼されるマノン。そのようすをせせら笑いながら見る群集。デ・グリューはいても立ってもいられなくなって飛び出し、船長にマノンと同じ船に乗せてくれと懇願する。このとき、アリア「狂気のこのわたしを見てください」を歌う。デ・グリューの気迫に押され船長は、「見習い船員」として同乗を許可する。

### 第4幕
ニューオリンズの荒野にて。
植民地ルイジアナでも問題を起こしたマノンとデ・グリュー。マノンは疲弊し一歩も動けなくなってしまった。デ・グリューはマノンに水を与えたいと思うがそれさえもかなわないのである。彼は荒野にマノンを残し、人家を探しに荒野をさまよう。
マノンは自らの死期を悟りアリア「一人さびしく」を歌う。
やがて、絶望したデ・グリューが戻って来ると、二人は甘美な二重唱を歌う。マノンは最後の力を振り絞り、デ・グリューに別れの挨拶をすると息絶える。デ・グリューは荒野でマノンの遺骸を抱きしめ慟哭

## 参考資料
- プッチーニ／歌劇『マノン・レスコー』全曲CD解説書（出演：ミレッラ・フレーニ／プラシド・ドミンゴ他／指揮：ジュゼッペ・シノーポリ／ドイツ・グラモフォン原盤／録音：1983年~84年）解説・高崎保男